# Oisy (Aisne)
Oisy és un municipi francès situat al departament de l'Aisne i a la regió dels Alts de França. L'any 2007 tenia 411 habitants.

## Demografia

### Població
El 2007 la població de fet d'Oisy era de 411 persones. Hi havia 168 famílies de les quals 48 eren unipersonals (20 homes vivint sols i 28 dones vivint soles), 48 parelles sense fills, 64 parelles amb fills i 8 famílies monoparentals amb fills.
La població ha evolucionat segons el següent gràfic:
Habitants censats

### Habitatges
El 2007 hi havia 185 habitatges, 168 eren l'habitatge principal de la família, 8 eren segones residències i 9 estaven desocupats. Tots els 185 habitatges eren cases. Dels 168 habitatges principals, 122 estaven ocupats pels seus propietaris, 43 estaven llogats i ocupats pels llogaters i 3 estaven cedits a títol gratuït; 8 tenien dues cambres, 20 en tenien tres, 55 en tenien quatre i 85 en tenien cinc o més. 126 habitatges disposaven pel capbaix d'una plaça de pàrquing. A 77 habitatges hi havia un automòbil i a 69 n'hi havia dos o més.

### Piràmide de població
La piràmide de població per edats i sexe el 2009 era:
| Homes | Edats   | Dones |
| ----- | ------- | ----- |
| 0     | 95 o +  | 0     |
| 0     | 90 a 94 | 0     |
| 4     | 85 a 89 | 0     |
| 0     | 80 a 84 | 4     |
| 4     | 75 a 79 | 8     |
| 0     | 70 a 74 | 8     |
| 4     | 65 a 69 | 24    |
| 16    | 60 a 64 | 16    |
| 8     | 55 a 59 | 0     |
| 8     | 50 a 54 | 12    |
| 20    | 45 a 49 | 20    |
| 16    | 40 a 44 | 12    |
| 24    | 35 a 39 | 16    |
| 12    | 30 a 34 | 12    |
| 20    | 25 a 29 | 16    |
| 16    | 20 a 24 | 12    |
| 12    | 15 a 19 | 16    |
| 16    | 10 a 14 | 24    |
| 16    | 5 a 9   | 4     |
| 12    | 0 a 4   | 0     |

## Economia
El 2007 la població en edat de treballar era de 253 persones, 183 eren actives i 70 eren inactives. De les 183 persones actives 165 estaven ocupades (95 homes i 70 dones) i 18 estaven aturades (8 homes i 10 dones). De les 70 persones inactives 16 estaven jubilades, 20 estaven estudiant i 34 estaven classificades com a «altres inactius».

### Ingressos
El 2009 a Oisy hi havia 165 unitats fiscals que integraven 411 persones, la mediana anual d'ingressos fiscals per persona era de 13.722 €.

### Activitats econòmiques
Dels 5 establiments que hi havia el 2007, 1 era d'una empresa de fabricació d'altres productes industrials, 1 d'una empresa de construcció, 1 d'una empresa d'hostatgeria i restauració, 1 d'una empresa de serveis i 1 d'una entitat de l'administració pública.
Dels 2 establiments de servei als particulars que hi havia el 2009, 1 era un taller de reparació d'automòbils i de material agrícola i 1 empresa de construcció.
L'any 2000 a Oisy hi havia 23 explotacions agrícoles que ocupaven un total de 1.008 hectàrees.

## Equipaments sanitaris i escolars
El 2009 hi havia una escola elemental integrada dins d'un grup escolar amb les comunes properes formant una escola dispersa.

## Poblacions més properes
El següent diagrama mostra les poblacions més properes.